# Chiesa di San Bernardo Abate (Sassello)
La chiesa di San Bernardo Abate è un luogo di culto cattolico situato nella frazione di Palo, in via Chiesa, nel comune di Sassello in provincia di Savona. Dista un centinaio di metri a monte della strada provinciale che collega Sassello a Urbe.

## Storia e descrizione
Una delle prime testimonianze scritte risale al 1577 e riguarda una visita pastorale. Da ciò si apprende che all'epoca la chiesa non era dotata né di un soffitto (ma probabilmente solo di un tetto con travi a vista) e né di una sacrestia. Il campanile venne realizzato nel 1772.
L'edificio è oggi divisa in tre navate e misura m. 25 di lunghezza e m. 14 di larghezza. La facciata risale al XX secolo e si presenta in stile neoromanico.
All'interno è conservato un crocefisso del 1829. La chiesa dipende dalla parrocchiale della Santissima Trinità di Sassello.